# Наундорф (Саксонія)
Наундорф (нім. Naundorf) — громада у Німеччині, у землі Саксонія. Підпорядковується адміністративному округу Лейпциг. Входить до складу району Північна Саксонія.
Населення — 2224 ос. (станом на 31 грудня 2020). Площа — 36,89 км².
Офіційний код району — 14 7 30 210.

## Адміністративний поділ
Громада включає територію 15 сільських населених пунктів.